# أليس هينسون إرنست
أليس هينسون إرنست (بالإنجليزية: Alice Henson Ernst)‏ هي كاتبة مسرحية وكاتِبة أمريكية، ولدت في 3 سبتمبر 1880، وتوفيت في 12 فبراير 1980.